# 油桐林场
油桐林场是中华人民共和国广东省揭阳市揭西县的一个事业单位、地方国营林场。所辖区域列为揭西县的一个类似乡级单位。
油桐林场隶属于揭西县林业局，主要职责是负责林场全面工作，制定林场工作规划、年度工作计划并组织实施，承办林业局党组及上级林业部门交办的其他事项。2024年时，油桐林场是揭阳市建成的四个保障性苗圃基地之一，纳入绿美广东优质苗木储备基地（粤东片区）。

## 行政区划
在国家统计局网站，油桐林场下辖以下地区：
油桐林场虚拟社区。